# Lara Klein
Lara Klein, född 26 oktober 2003, är en tysk alpin skidåkare.
Klein tog silver i parallellslalom och brons i slalom vid olympiska vinterspelen för ungdomar 2020 i Lausanne.